# Acre
Acre é uma das 27 unidades federativas do Brasil. Localiza-se no sudoeste da Região Norte, fazendo divisa com duas unidades federativas: Amazonas ao norte e Rondônia a leste; e faz fronteira com dois países: a Bolívia a sudeste e o Peru ao sul e a oeste. Sua área é de 164 123,040 km², que equivale aproximadamente ao Nepal. Essa área responde inferiormente a 2% de todo o país. De acordo com os geógrafos, se trata de um dos estados com menor densidade demográfica do Brasil e foi o mais recente que os brasileiros povoaram de maneira efetiva. Nele localiza-se a extremidade ocidental do Brasil. A cidade onde estão sediados os poderes executivo, legislativo e judiciário estaduais é a capital Rio Branco. Outros municípios com população superior a trinta mil habitantes são: Cruzeiro do Sul, Feijó, Sena Madureira e Tarauacá.
Somente em 1877 teve início no Acre — que naquela época pertencia à Bolívia — a chegada da quase totalidade dos migrantes que, oriundos do Nordeste do Brasil, mais precisamente do Ceará, colonizaram a região para buscar a borracha que se encontrava na Floresta Amazônica. Nas últimas décadas do século XIX, moravam cinquenta mil brasileiros na região. Os seringueiros, lutaram com as tropas para realizar a ocupação da região e, em 1903, ao lado do último líder da Revolução Acriana, o gaúcho Plácido de Castro, foram os autores da proclamação do Estado Independente do Acre. Então, a região foi ocupada militarmente pelo governo brasileiro e depois o Brasil estabeleceu diálogo diplomático com a Bolívia. Em consequência, o Brasil assumiria o controle do Acre e, em 1904, cria o Território Federal do Acre em 1904 que, por força da lei federal n.º 4 070, transformou-se em estado em 1962. Foi promovido pela borracha produzida que o estado tinha sido ocupado e se desenvolveu. A produção de borracha declinou desde 1913. Porém, ainda em tempos atuais, o Acre é um dos estados brasileiros que mais produzem e exportam borracha (hévea-latex coagulado).
A altitude média de 200 metros, sendo uma forma de relevo com definição de planalto é o relevo dominante da maioria do território acriano. Juruá, Purus, Tarauacá, Muru, Envira e Xapuri são os rios de maior importância do estado. As principais atividades econômicas do estado são o trabalho de extrair borracha e castanha, a pecuária e a agricultura. Com duas horas anteriores ao fuso horário de Brasília (DF), nele está localizada a última localidade brasileira a ter visão do sol nascente, na serra da Moa, na fronteira com a República do Peru. A intensidade do extrativismo vegetal, que tem atingido o ponto mais alto no século XX, constituiu-se em atração para os brasileiros que, vindos de uma variedade de regiões, chegaram ao estado. Misturando tradições vindas da Região Sul do Brasil, de São Paulo, da Região Nordeste do Brasil e dos grupos étnicos indígenas, deu-se o surgimento de uma culinária com muitas diversidades, que põe junto a carne-de-sol com o pirarucu, peixe característico da região, pratos que se acompanham com tucupi, molho cujo ingrediente é a mandioca. O transporte fluvial, que se concentra nos rios Juruá e Moa, no oeste do estado, e Tarauacá e Envira, no noroeste, é um dos mais importantes meios de transporte, junto à BR-364, ligando de Rio Branco até Cruzeiro do Sul e que o governo brasileiro recentemente asfaltou e construiu as pontes onde antigamente era preciso atravessar por meio de balsas.

## Etimologia

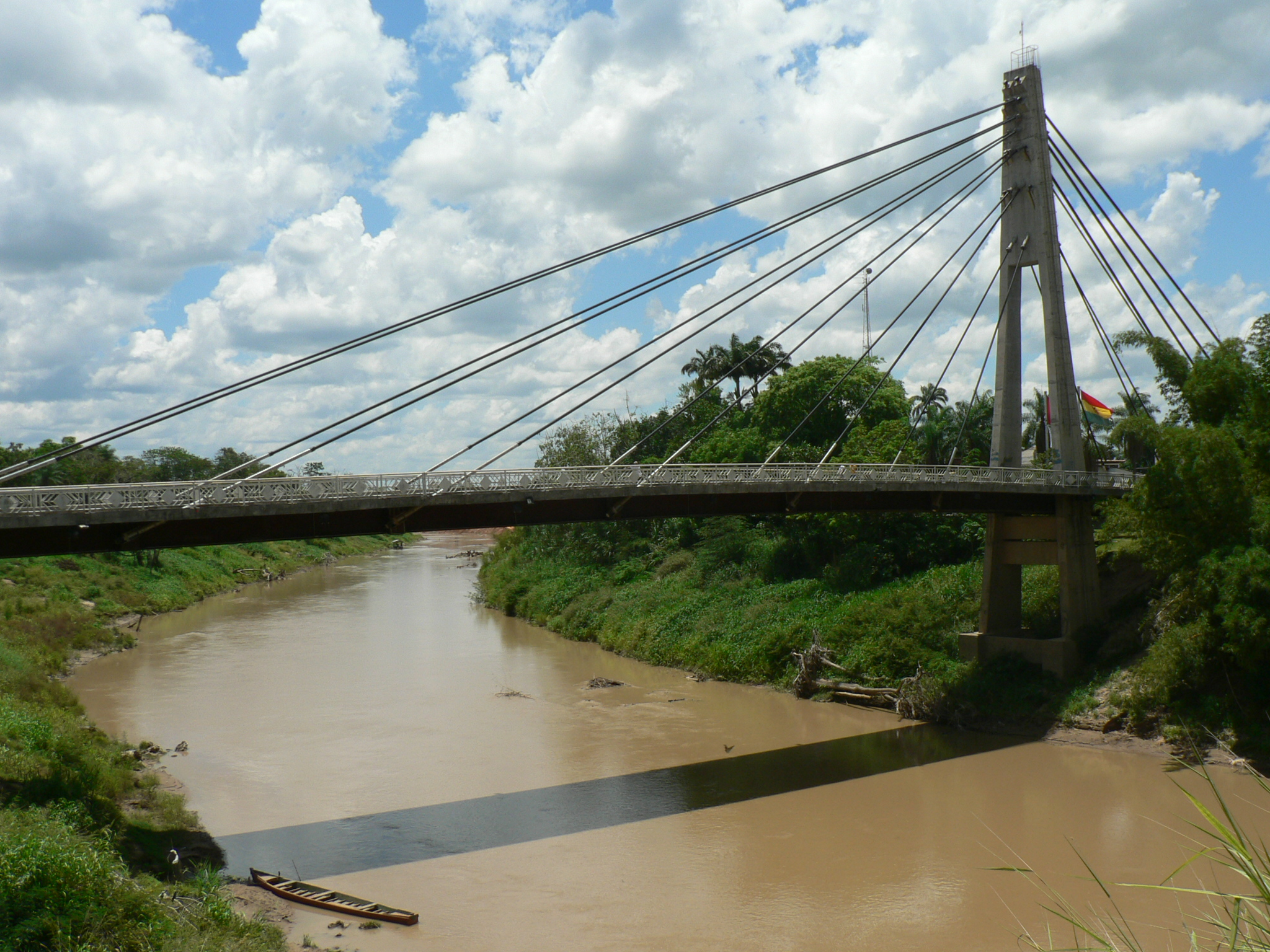
O Rio Acre na fronteira Bolívia-Brasil.

O topônimo Acre, que foi passado do rio para o território federal, em 1904, e para a unidade federativa, em 1962, é derivado, talvez, da palavra tupi a'kir ü que significa "rio verde" ou de a'kir, do verbo ker que significa "dormir, sossegar". Mas é quase certeza de que essas raízes etimológicas são as que deformam a palavra Aquiri, que é a corruptela do vocábulo do dialeto Ipurinã Umákürü, Uakiry, feita pelos exploradores que chegaram à região. Também existe a opinião da raiz etimológica de Aquiri a partir das palavras Yasi'ri, Ysi'ri, que significam "água corrente, veloz".
O nome "Acre" do estado brasileiro é homônimo de uma antiga cidade localizada em Israel que também chama-se "Acre".
Na viagem feita por João Gabriel de Carvalho ao rio Purus, em 1878, foi escrita uma carta pelo colonizador que teve como destinatário o comerciante paraense visconde de Santo Elias. Na carta que o colonizador nordestino escreveu, registra-se o pedido de mercadorias que chegaram à "boca do rio Aquiri". Devido à incapacidade de entendimento pela letra de João Gabriel na observação do proprietário e das pessoas que trabalhavam no estabelecimento comercial sediado em Belém, ou por causa da grafia errônea desse colonizador que escreveu às pressas como Acri ou Aqri, no lugar de Aquiri, o destino de chegada das mercadorias e das faturas foi o Rio Acre.
O Acre possui alguns apelidos: Extremo do Brasil, Estado das Seringueiras, Estado do Látex e Extremo Oeste. Os habitantes naturais do Acre são denominados acreanos pela lei estadual, embora o acordo ortográfico defina a grafia como acrianos. Até a entrada em vigor do Acordo Ortográfico de 1990, a grafia correta era acreano no singular e no plural acreanos. Em 2009, com o novo acordo ortográfico, a mudança do gentílico gerou polêmica entre a Academia Acriana de Letras e a Academia Brasileira de Letras, alegando que a mudança significaria a negação das raízes históricas e culturais do estado, mudando a última letra do topônimo de "E" para "I". A mudança gerou discussões sobre o assunto, e é notório que a imensa maioria da população do estado não gostou e não adotou o "novo" gentílico, continuando a se autodenominarem acreanos, e então foi oficializado localmente a grafia com "E" pelo governo do estado do Acre como patrimônio histórico e cultural.

## História

### Período pré-cabralino

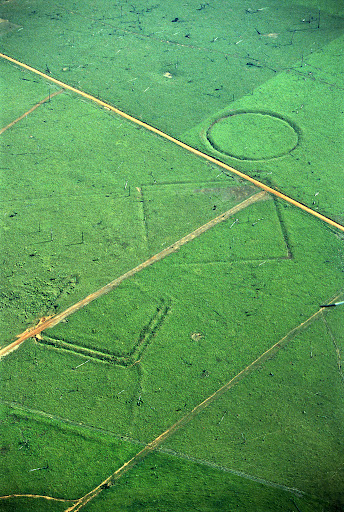
Geoglifos do Acre em terras desmatadas na floresta amazônica no estado.

Na região do atual estado do Acre, foram encontrados inúmeros geoglifos (estruturas feitas no solo) com idade variável de 1,5 mil a 2,5 mil anos atrás, que remetem às civilizações pré-colombianas. Uma pesquisa no período 2010-2014 a Universidade Federal do Pará identificou 410 sítios arqueológicos com geoglifos no Acre. Demonstrando o elevado grau de conhecimento em várias áreas e domínio de avançadas técnicas de movimentação de terra e água. As últimas escavações fizeram uma descoberta no município brasileiro de Xapuri: um buraco de esteio (com 25cm de diâmetro e 1,31m de profundidade) em boas condições foi localizado em um geoglifo de formato redondo, reforçando a tese de que os indígenas pré-colombianos teriam usado paliçadas para habitação e segurança. Um conjunto de estacas de madeira fincadas verticalmente no formato de "X".

### Colonização europeia
As secas nordestinas e o apelo econômico da borracha — produto que, no fim do século XIX, começava sua trajetória de preços altos nos mercados internacionais — inscrevem-se entre as causas predominantes na movimentação de massas humanas em busca do Eldorado acreano. As penetrações portuguesas do período colonial já haviam atingido seus pontos máximos no Brasil durante o século XVIII. Consequência inevitável foi a dilatação do horizonte geográfico na direção oeste, atingindo terras de posse espanhola, fato que culminou nos tratados de Madri (1750) e de Santo Ildefonso (1777). Ambos os tratados, partindo das explorações feitas por Manuel Félix de Leme nas bacias do Guaporé e do Madeira, estabeleceram como linha divisória das possessões respectivas, na área em questão, os leitos do Mamoré e do Guaporé até seu limite máximo ocidental, na margem esquerda do Javari.
O povoamento da zona, estimulado pela criação da nova capitania real de Mato Grosso (1751), deu-se na direção da fronteira, surgindo alguns centros importantes: Vila Bela (1752), às margens do Guaporé, Vila Maria (1778), no rio Paraguai, e Casalvasco (1783).

### Período imperial
Até meados do século XIX não se pensou em povoamento sistemático da área. Nessa época, o grande manancial virgem de borracha que aí se encontra atraíra o interesse mundial, provocando sua colonização de modo inteiramente espontâneo.
A política econômica do Império do Brasil, orientada para a atividade agrário-exportadora com base no café, não comportava o aproveitamento e a incorporação dos territórios do extremo ocidental. Desse descaso, resultou que, no Atlas do Império do Brasil (1868), de Cândido Mendes de Almeida, modelar em seu tempo, não figurassem o Rio Acre e seus principais tributários, completamente desconhecidos dos geógrafos.
Apesar de tal política, alguns sertanistas brasileiros exploravam aquela região agreste e despovoada, desconhecendo se pertenciam ao Brasil, ao Peru ou à Bolívia. Assim, ainda em meados do século XIX, no impulso que a procura da borracha ocasionou, solicitada que era no mercado internacional, várias expedições esquadrinharam a área, buscando facilitar a instalação dos colonos. Nessa época, João Rodrigues Cametá iniciou a conquista do rio Purus; Manuel Urbano da Encarnação, índio mura grande conhecedor da região, atingiu o Rio Acre, subindo-o até as proximidades do Xapuri; e João da Cunha Correia alcançou a bacia do alto Tarauacá. Todo esse desbravamento se deu, na maior parte, em terras bolivianas.
As atividades exploradoras, a importância industrial das reservas de borracha e a penetração de colonos brasileiros na região suscitaram o interesse da Bolívia, que solicitou melhor fixação de limites. Após várias negociações fracassadas, em 1867 assinou-se o Tratado de Ayacucho, que reconhecia o uti possidetis colonial. A divisória foi estabelecida pelo paralelo da confluência dos rios Beni-Mamoré, em direção ao leste, até a nascente do Javari, embora ainda não fossem conhecidas as cabeceiras desse rio.

### Revolução Acriana e anexação pelo Brasil

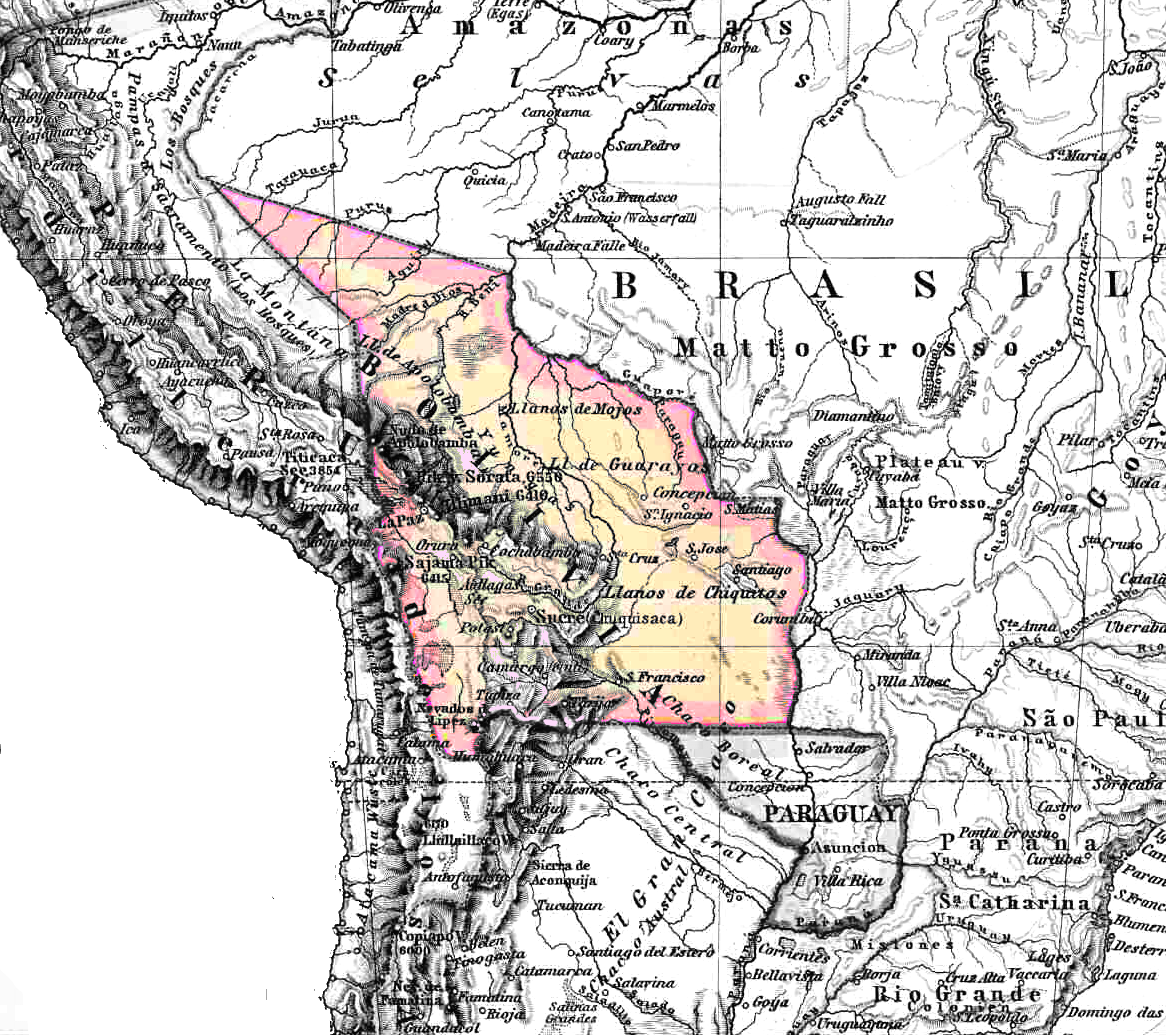
Mapa do final do século XIX, em que o Acre aparece como parte da Bolívia.

Em 1890, um oficial boliviano, José Manuel Pando, alertou seu governo para o fato de que na bacia hidrográfica do Juruá havia mais de 300 seringais, com a ocupação dos brasileiros implantando-se cada vez mais rapidamente em solo da Bolívia. A penetração brasileira avançara em profundidade para oeste do meridiano de 64º até além do de 72º, numa extensão de mais de mil quilômetros, muito embora já estivessem fixadas as fronteiras acima da confluência do Beni-Mamoré, segundo o tratado de 1867.
Em 1895, criou-se uma comissão para o ajuste da divisa. O representante brasileiro, Gregório Taumaturgo de Azevedo, demitiu-se após verificar que a ratificação do tratado de 1867 iria prejudicar os seringueiros ali estabelecidos.
Em 1899, os bolivianos estabeleceram um posto administrativo em Puerto Alonso, cobrando impostos e lançando taxas aduaneiras sobre as atividades dos brasileiros. No ano seguinte, o Brasil aceitou a soberania da Bolívia na zona, quando reconheceu oficialmente os antigos limites na confluência Beni-Mamoré. Os seringueiros, alheios às tramitações diplomáticas, julgaram lesados seus interesses e iniciaram movimentos de rebeldia, ocorrendo duas sérias contestações.

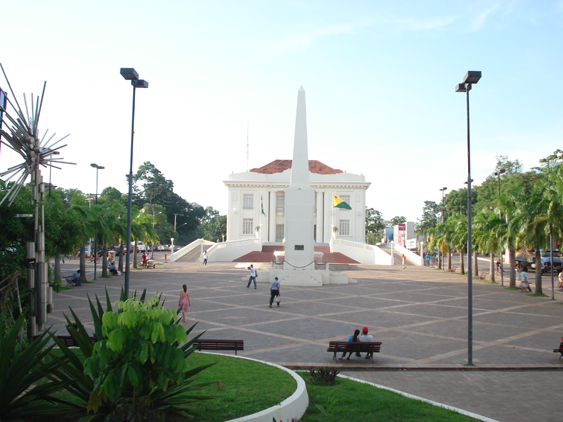
Palácio Rio Branco, sede do governo, e obelisco em homenagem aos heróis da Revolução Acriana.

Em abril de 1899, um advogado cearense, José Carvalho, liderou uma ação armada, que culminou na expulsão das autoridades bolivianas. Logo depois a Bolívia iniciou negociações com um truste anglo-americano, o Bolivian Syndicate, a fim de promover, com poderes excepcionais (cobranças de impostos, força armada), a incorporação política e econômica do Acre a seu território. O governador do Amazonas, José Cardoso Ramalho Júnior, informado do ajuste por um funcionário do consulado boliviano em Belém, o espanhol Luis Gálvez Rodríguez de Arias, enviou-o à frente de contingentes militares para ocupar Puerto Alonso. Gálvez proclamou ali a República do Acre, tornando-se seu presidente com o apoio dos seringalistas. O novo estado tinha o objetivo de afastar o domínio boliviano para depois pedir anexação ao Brasil, a exemplo do que fizera o Texas, na América do Norte. Em março de 1900, devido protestos da Bolívia, o presidente Campos Sales extinguiu a efêmera república (oito meses após a criação). Luis Gálvez teve que capitular e retirou-se para a Europa. Reinstalaram-se os bolivianos na região, mas sofreram em seguida o ataque de outra expedição que se constituíra em Manaus, com a ajuda do novo governador do Amazonas Silvério Néri, que também se opunha, nos bastidores, ao domínio da Bolívia sobre o Acre, de onde provinham, em forma de impostos, grandes quantias para o tesouro estadual. Néri influenciou decisivamente na assinatura do Tratado de Petrópolis na questão do Acre no auxílio a Plácido de Castro e a Barão do Rio Branco, na integração do território brasileiro. Em dezembro de 1900, composta de moços intelectuais, da boêmia de Manaus, a "Expedição dos Poetas" desbaratou-se após rápido combate em frente a Puerto Alonso.
Por fim, comerciantes e proprietários no Rio Acre resolveram entregar a chefia de nova insurreição a um ex-aluno da Escola Militar de Porto Alegre, José Plácido de Castro, gaúcho de São Gabriel, que, à frente de um corpo improvisado de seringueiros, iniciou operações na vila de Xapuri, no alto Acre, e aí prendeu as autoridades bolivianas (agosto de 1902). Depois de combates esparsos e bem-sucedidos, Plácido de Castro assediou Puerto Alonso, logrando a capitulação final das forças bolivianas (fevereiro de 1903).
Influíra no espírito de Plácido de Castro o fato de haver a Bolívia arrendado o território do Acre a um sindicato estrangeiro (chartered company), semelhante aos que operavam na Ásia e na África. O Bolivian Syndicate, constituído por capitais ingleses e americanos, iria empossar-se na administração do Acre, dispondo de forças policiais e frota armada. Representantes dessa companhia chegaram à vila de Antimari (Rio Acre), abaixo de Puerto Alonso, mas desistiram da missão porque os revolucionários dominavam todo o rio, faltando pouco para o fim da resistência boliviana.

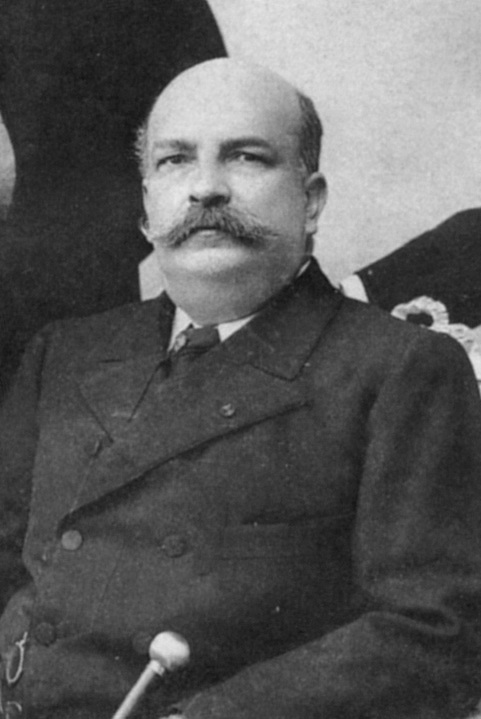
Ministro Barão do Rio Branco.

Aclamado governador do Estado Independente do Acre, Plácido de Castro organizou um governo em Puerto Alonso. Daí por diante a questão passou à esfera diplomática. O Barão do Rio Branco assumira o Ministério do Exterior e seu primeiro ato foi afastar o Bolivian Syndicate. Os banqueiros responsáveis pelo negócio aceitaram em Nova Iorque a proposta do Brasil: dez mil libras esterlinas como preço da desistência do contrato (fevereiro de 1903). Subsequentemente, Rio Branco ajustou com a Bolívia um modus vivendi que previa a ocupação militar do território, até o paralelo de 10º20', por destacamentos do Exército Brasileiro, na zona que se designou como Acre Setentrional. Do paralelo 10º20, para o sul — o Acre Meridional — subsistiu a governança de Plácido de Castro, sediada em Xapuri. Em novembro de 1903, Rio Branco e o plenipotenciário Assis Brasil assinaram com os representantes da Bolívia o Tratado de Petrópolis, pelo qual o Brasil adquiriu o Acre por compra (dois milhões de libras esterlinas, ou 36 268 contos e 870 mil-réis em moeda e câmbio da época), e cedeu pequenas faixas do então território do Mato Grosso, a maior denominada Triângulo do Abunã, com aproximadamente 2 300 km², além de territórios na bacia do rio Paraguai, dentre eles a Bahia Negra. Em consequência, dissolveu-se o Estado Independente, passando o Acre Meridional (142 000 km²) e o Acre Setentrional (48 000 km²) a constituírem o território brasileiro do Acre, organizado, segundo os termos da lei n° 1 181, de 25 de fevereiro de 1904, e do decreto 5 188, de 7 de abril de 1904, em três departamentos administrativos: o do Alto Acre, o do Alto Purus e o do Alto Juruá, chefiados por prefeitos da livre escolha e nomeação do presidente da república.

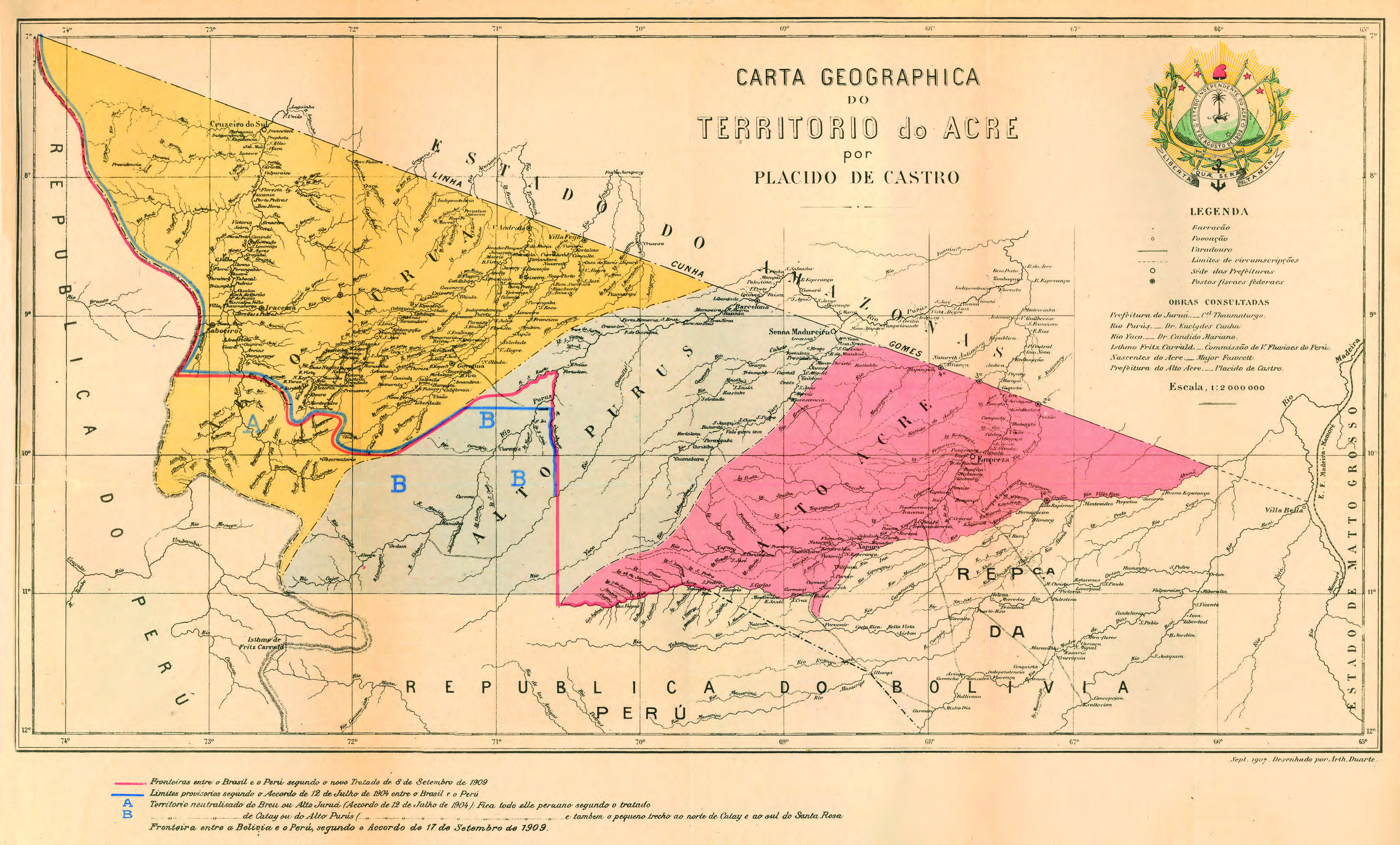
Mapa do Território do Acre comprado da Bolívia. Inclui as áreas cedidas ao Peru pelo Tratado do Rio de Janeiro de 1909

Solucionada a parte da Bolívia, um outro caso tinha de ser resolvido com o Peru. O governo de Lima, alegando validez de títulos coloniais, reivindicava todo o território do Acre e mais uma extensa área do estado do Amazonas. Delegações administrativas e militares desse país tentaram estabelecer-se no Alto Purus (1900, 1901 e 1903) e no Alto Juruá (1898 e 1902). Os brasileiros, com seus próprios recursos, forçaram os peruanos a abandonar o Alto Purus (setembro de 1903). Rio Branco, para evitar novos conflitos, sugeriu um modus vivendi para a neutralização de áreas no Alto Purus e no Alto Juruá e o estabelecimento de uma administração conjunta (julho de 1904). Isso não impediu um conflito armado entre peruanos e um destacamento do exército brasileiro em serviço no recém-criado departamento do Alto Juruá. A luta findou com a retirada das forças peruanas. À luz dos títulos brasileiros e dos estudos das comissões mistas que pesquisaram as zonas do Alto Purus e do Alto Juruá, Rio Branco propôs ao governo do Peru o acerto de limites firmado a 8 de setembro de 1909. Pelo Tratado foi reduzido em 40 000 km² o território do Acre estabelecido no Tratado de Petrópolis, que se estendia até as cabeceiras do rio Purus. Com esse ato completou-se a integração político-jurídica do território na comunidade brasileira.

### Autonomia política

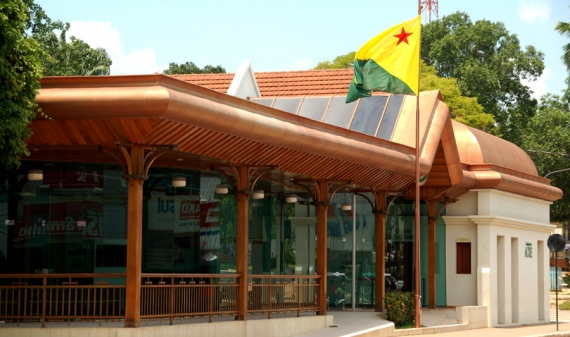
Memorial dos Autonomistas, localizado na capital Rio Branco

Entre 1904 e 1920 o Acre não teve uma única capital, com as capitais dos três departamentos se reportando diretamente ao governo federal.[carece de fontes?] Essa subjugação causou intensas revoltas da população, mas que foram sufocadas pelo governo central brasileiro. Com a constituição de 1934, o Acre só obteve o direito de eleger dois deputados federais para representá-lo na Câmara Federal, sem alterar o regime de indicação dos governadores do território.
Durante a Segunda Guerra Mundial (1939-1945), os seringais da Malásia foram ocupados pelos japoneses e, a Tailândia um grande produtor de borracha, participou da guerra ao lado do Eixo. Assim, o Acre representou uma das principais fonte de borracha dos Aliados durante a guerra. Em reconhecimento à contribuição produtiva em prol da vitória aliada, o Brasil conseguiu recursos norte-americanos para construir a Companhia Siderúrgica Nacional, e assim alavancar a industrialização estagnada do Centro-sul, sem indústrias de base. Para solucionar o impasse e, também para suprir a borracha para o material bélico dos Forças Aliadas, em maio de 1941 o governo brasileiro fez acordos com o governo dos Estados Unidos, os Acordos de Washington, iniciando outra operação em larga escala de extração de látex na Amazônia, a Batalha da Borracha.
Em meados da década de 1950, quando o Partido Social Democrático, do ex-governador José Guiomard dos Santos, resolveu assumir essa bandeira e elaborar um projeto de lei que transformava o Acre em Estado. Esse projeto causou grande movimentação política em todo o Acre e chegou ao Congresso Nacional em 1957, provocando uma intensa disputa política entre o PTB de Oscar Passos e o PSD de Guiomard Santos, tendo o primeiro se posicionado contra a lei de transformação do Acre em Estado. Depois de muitas disputas no Congresso Nacional, finalmente em 1962, durante a fase parlamentarista do governo João Goulart, foi assinada a lei 4 070, de autoria do então deputado Guiomard Santos. Por uma ironia política, o presidente João Goulart era do Partido Trabalhista Brasileiro, o partido que, a nível nacional, se colocava contra o tal projeto. Ainda assim, o projeto foi aprovado e passou a vigorar a partir do dia 15 de junho de 1962.
O PTB, todavia, não foi de todo derrotado. Nas primeiras eleições livres e diretas realizadas na história do Acre, o PTB foi o grande vencedor, fazendo o primeiro governador constitucional do Acre, o Professor José Augusto de Araújo, além de todas as prefeituras municipais acrianas. Na década de 1960, iniciou-se o segundo ciclo de esforços para acelerar o progresso da área amazônica, com a criação da Superintendência do Desenvolvimento da Amazônia (SUDAM,1966). Procurou-se melhor entrosar os subsetores regionais dentro do próprio Estado, concorrendo para isso os ramais da Transamazônica, que ligaram Rio Branco e Brasileia, no alto curso do Acre, e Cruzeiro do Sul, às margens do Juruá, cortando os vales do Purus e do Tarauacá. Incrementou-se a política de planejamento, destinada a corrigir as distorções demográficas, econômicas e políticas da integração nacional. Na década de 1980, o governo do Acre venceu uma ação judicial contra o Amazonas, onde reivindicava nova demarcação dos limites territoriais, sob a alegação de que deveriam ser acima da linha Cunha Gomes. O Instituto Brasileiro de Geografia e Estatística (IBGE) constatou ser procedente.

### Século XXI

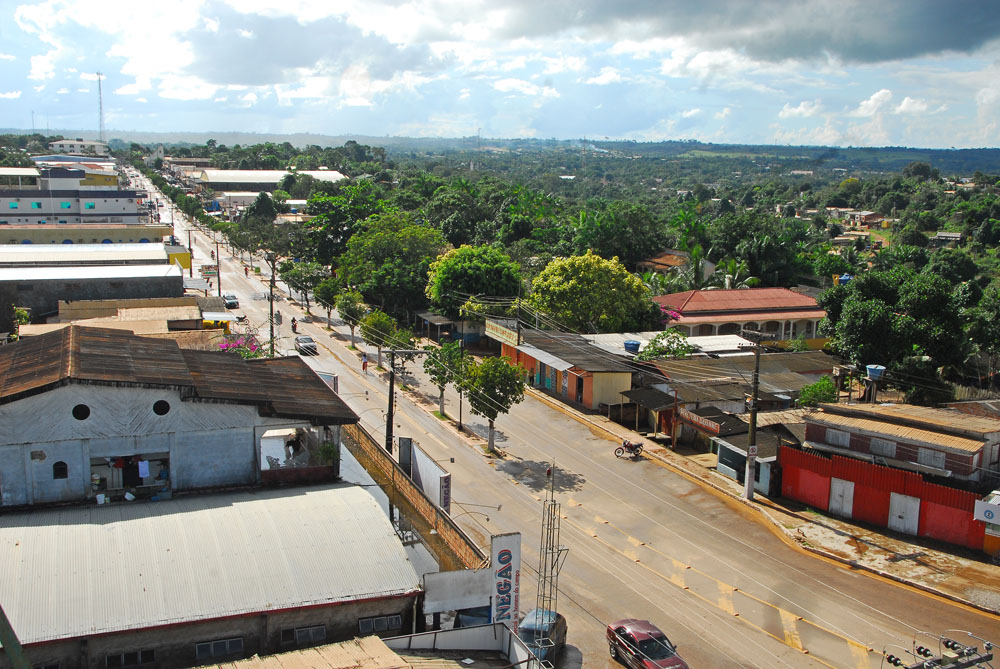
Trecho da BR-317, em Epitaciolândia, parte da Estrada do Pacífico, ligação entre o Brasil ao litoral do Peru.

Em 2005, foi iniciada a construção da Estrada do Pacífico, que dá ao Brasil, pelo Acre, acesso a três portos peruanos no Oceano Pacífico (Ilo, Maratani e San Juán) para facilitar as exportações para a Ásia. A estrada foi concluída em 2011. Em 2007, a assembleia legislativa do estado aprovou uma regularização fundiária para legitimar a posse e a alienação de propriedades públicas rurais, que beneficia 600 famílias em cerca de dez municípios acreanos, um feito inédito no país. Em junho de 2008, entrou em vigor a lei que alterou os fusos horários brasileiros e o Acre passou a ter uma hora a menos, e não duas, em relação ao fuso de Brasília. Apesar do referendo, o Acre mantém o antigo fuso horário.
A partir de 2008, o Brasil reforçou o efetivo do Exército na fronteira do Acre com o departamento boliviano de Pando. Essa região da fronteira se tornara instável com o massacre de trinta camponeses bolivianos, feito por opositores ao referendo de aprovação de uma nova Constituição, mas os conflitos se dissiparam com a realização do referendo na Bolívia, em janeiro de 2009. Em abril de 2008, o Acre vence uma questão judicial com o estado do Amazonas em relação ao litígio em torno da linha Cunha Gomes, em uma disputa territorial de 26 anos, anexando os municípios de Envira, Guajará, Boca do Acre, Pauini, Eirunepé e Ipixuna. A redefinição territorial consolidou a inclusão de 1,2 milhão de hectares do complexo florestal Liberdade, Gregório e Mogno ao território do Acre, o que corresponde a 11 583,87 quilômetros quadrados. Desde 2019, Gladson de Lima Cameli (PP) é o governador do estado, tendo sido eleito com 53,71% dos votos válidos.

## Geografia

Acre segundo a classificação climática de Köppen-Geiger.

O estado do Acre ocupa uma área de 152 581 km², localizado no extremo oeste do Brasil, localiza-se a 70º00'00" de longitude oeste do Meridiano de Greenwich e a 09º00'00" de latitude sul da Linha do Equador e com fuso horário -5 horas em relação a hora mundial GMT. Dista 10º00'00" ao sul da Linha do Equador. No Brasil, o estado faz parte da região Norte, fazendo divisa com os estados do Amazonas e Rondônia e fronteira com dois países: Peru e Bolívia.
Praticamente todo o relevo do estado do Acre se integra no baixo platô arenítico, ou terra firme, unidade morfológica que domina a maior parte da Amazônia brasileira. Esses terrenos se inclinam, no Acre, de sudoeste para nordeste, com topografia, em geral, tabular. No extremo oeste se encontra a Serra da Contamana ou do Divisor, ao longo da fronteira ocidental, com as maiores altitudes do estado (609 m). Cerca de 63% da superfície estadual fica entre 200 e 300 m de altitude; 16% entre 300 e 609; e 21% entre 200 e 135. Os principais rios do Acre, navegáveis principalmente nas cheias (Juruá, Tarauacá, Envira, Purus, Iaco e Acre), atravessam o estado com cursos quase paralelos e que só vão confluir fora de seu território.
O clima é quente e muito úmido, do tipo Am de Köppen, e as temperaturas médias mensais variam entre 24 °C e 27 °C, sendo a menor média da Região Norte. As chuvas atingem o total anual de 2 100 mm, com uma nítida estação seca nos meses de junho, julho e agosto. A Floresta Amazônica recobre todo o território estadual. Muito rica em seringueiras da espécie mais valiosa (Hevea brasiliensis) e Castanheiras (Bertholletia excelsa), a floresta garante ao Acre o lugar de maior produtor nacional de borracha e castanha.

## Demografia
De acordo com o censo brasileiro de 2022, o Acre era habitado por 830 018 habitantes, sendo que haviam 617 942 habitantes em área urbana e 212 076 habitantes em área rural. Quanto à questão de gênero, haviam 415 332 homens e 414 686 Mulheres. Foram identificados 319 321 domicílios, dos quais 261 001 estavam ocupados, gerando um déficit habitacional de 58 320 domicílios. A média de habitantes por domicílio era de 3,16 pessoas. A capital, Rio Branco, é a maior e mais populosa cidade do estado, com quase 370 mil habitantes, sendo a sétima maior cidade na Região Norte.
De 1991 a 2010, o crescimento demográfico experimentado pelo Acre foi considerado muito alto, atingindo 3,3% ao ano, acima da média nacional. Em 1991, foram contados 417 165 habitantes. 48% da população do estado vive na capital. No interior, a população vive dispersa ao longo dos rios, ocupada na extração de borracha, castanha-do-acre, madeiras, soja, carne, abacaxi, farinha de mandioca, piscicultura, banana e café.
As densidades demográficas, em 2006, mostravam-se bastante homogêneas. Na região mais povoada, a do baixo Acre, havia 17,2 hab./km² e, na menos povoada, a do alto Purus, 1,1 hab./km². Na formação da população acriana entraram, além dos índios, os nordestinos - principalmente cearenses - que aí chegaram maciçamente durante o período áureo da borracha (1880-1913) e os sulistas, que chegaram maciçamente durante a década de 70 em diante. Houve também imigrações de árabes (principalmente sírios-libaneses) e italianos (sendo ambas as maiores na Região Norte), além de japoneses, alemães e eslavos (esses em pequena escala).

### Composição étnica
Segundo dados coletados pelo Instituto Brasileiro de Geografia e Estatística (IBGE) durante o Censo 2022, a população do estado é composta por pardos (66,3%), brancos (21,4%), negros (8,6%), além de indígenas (3,5%) e asiáticos (0,2%).
O Acre é formado por uma grande parte de áreas naturais protegidas como as Terras Indígenas (TI) e as Unidades de Conservação (UC). Existem no estado, 24 plenamente regularizadas, ocupadas por mais de 12 mil indígenas, que representam 2% da população total da área. Esse populacional pertence a diferentes etnias, de línguas pano, aruak e, arawá: Apolima-arara; Arara; Ashaninka; Jaminawa-Arara; Huni-KUĨ; Katukina; Kaxinawa; Kulina; Kuntanawa; Madja; Manxineri; Nawá; Noke-KOĨ; Nukini; Poyanawa; Sayanawa; Shanenawa; Shawãdawa; Yaminawa; mais os grupos isolados ainda não identificados como por exemplo os Isolados Mashco-Piro.
As etnias isoladas (sem contato com a sociedade no entorno das TI) têm o seu território tradicional ao longo da fronteira internacional Brasil-Peru, enquanto que as cidades estão distribuídas ao longo da divisa AC/AM na BR-364.

## Política

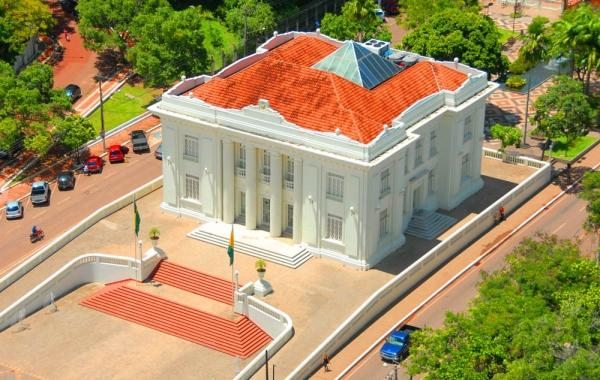
Palácio Rio Branco, primeira sede do governo do Acre. Em 1962, o antigo Território do Acre se tornou estado.

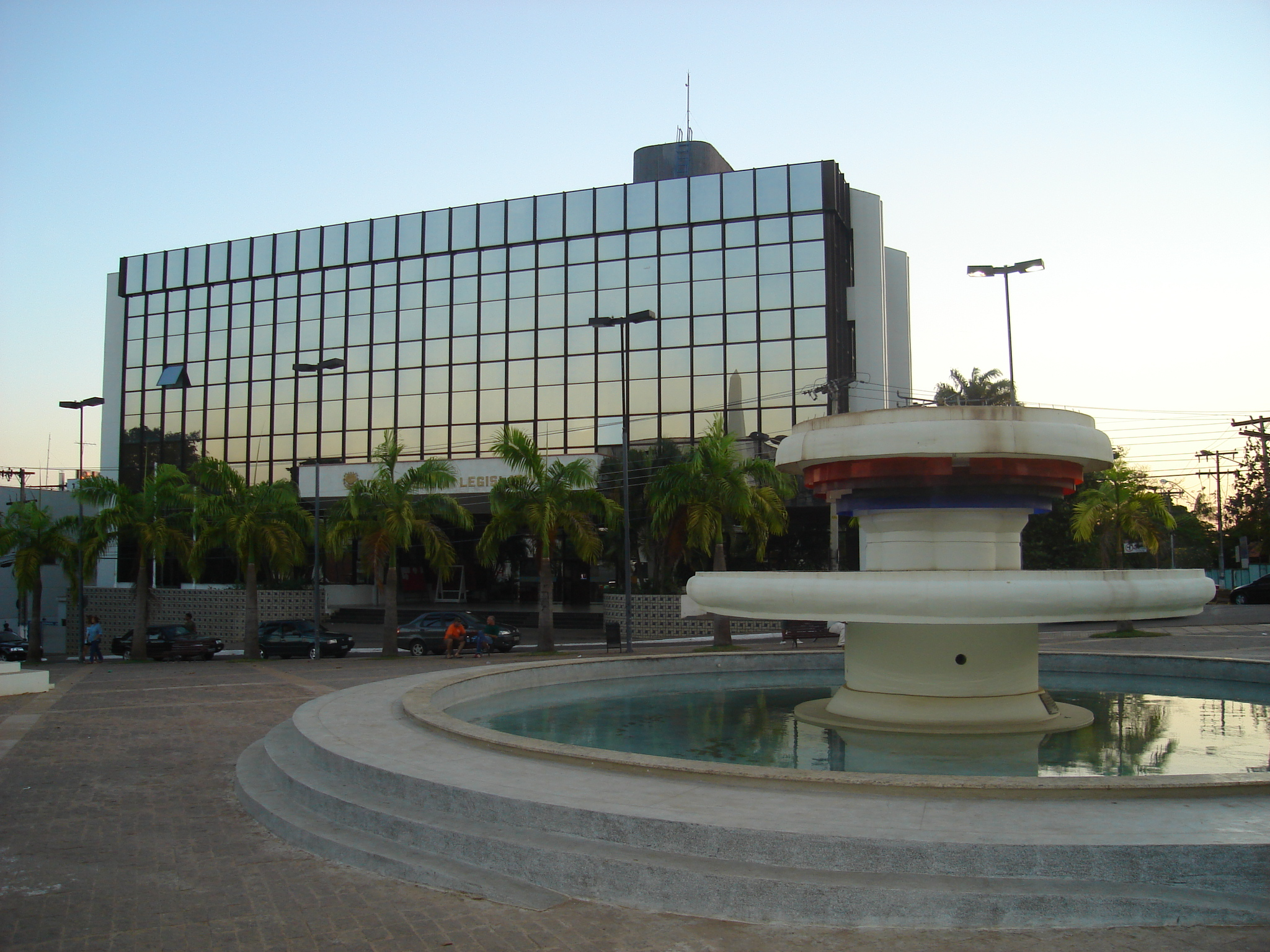
A Assembleia Legislativa do Acre na Praça Povos da Floresta, centro de Rio Branco.

O Acre é um estado da federação, sendo governado por três poderes, o executivo, o legislativo e o judiciário. Por meio de referendos e plebiscitos, é permitida a participação popular nas decisões de governo. A atual constituição do Acre foi promulgada em 1989, acrescida das alterações resultantes de posteriores Emendas Constitucionais. O poder executivo acriano está centralizado no governador do estado, que é eleito em sufrágio universal e voto direto e secreto, pela população para mandatos de até quatro anos de duração, e podem ser reeleitos para mais um mandato. Sua sede é o Palácio Rio Branco, que desde 1930 é a sede do governo acriano. O poder legislativo do estado é unicameral, constituído pela Assembleia Legislativa do Acre, localizado no centro de Rio Branco. Ela é constituída por 24 deputados, que são eleitos a cada 4 anos. No Congresso Nacional, a representação acriana é de 3 senadores e 8 deputados federais. A maior corte do poder judiciário acriano é o Tribunal de Justiça do Estado do Acre, localizado no centro de Rio Branco. Compõem o poder judiciário os desembargadores e os juízes de direito.
Com 241 196 eleitores, Rio Branco é o município com o maior número de eleitores. É seguido por Cruzeiro do Sul, com 54,1 mil eleitores, Sena Madureira (27,5 mil eleitores), Tarauacá (24,9 mil eleitores) e Feijó, Brasiléia e Senador Guiomard, com 19,7 mil, 16,2 mil e 13,5 mil eleitores, respectivamente. O município com menor número de eleitores é Santa Rosa do Purus, com 3,1 mil.
Tratando-se sobre partidos políticos, todos os 35 partidos políticos brasileiros possuem representação no estado. Conforme informações divulgadas pelo Tribunal Superior Eleitoral (TSE), com base em dados de outubro de 2016, o partido político com maior número de filiados no Acre é o Partido dos Trabalhadores (PT), com 10 297 membros, seguido do Partido do Movimento Democrático Brasileiro (PMDB), com 8 616 membros e do Partido Comunista do Brasil (PCdoB), com 8 047 filiados. Completando a lista dos cinco maiores partidos políticos no estado, por número de membros, estão o Partido da Social Democracia Brasileira (PSDB), com 5 954 membros; e o Partido Socialista Brasileiro (PSB), com 3 964 membros. Ainda de acordo com o Tribunal Superior Eleitoral, o Partido Novo (NOVO) e o Partido da Causa Operária (PCO) são os partidos políticos com menor representatividade na unidade federativa, com 4 e 25 filiados, respectivamente.

## Subdivisões

### Região Geográficas

Divisão das regiões intermediárias (vermelho) e imediatas (cinza)

Região geográfica intermediária é, no Brasil, um agrupamento de regiões geográficas imediatas que são articuladas através da influência de uma ou mais metrópoles, capitais regionais e/ou centros urbanos representativos dentro do conjunto, mediante a análise do Instituto Brasileiro de Geografia e Estatística (IBGE).
As regiões geográficas intermediárias foram apresentadas em 2017, com a atualização da divisão regional do Brasil, e correspondem a uma revisão das antigas mesorregiões, que estavam em vigor desde a divisão de 1989. As regiões geográficas imediatas, por sua vez, substituíram as microrregiões. A divisão de 2017 teve o objetivo de abranger as transformações relativas à rede urbana e sua hierarquia ocorridas desde as divisões passadas, devendo ser usada para ações de planejamento e gestão de políticas públicas e para a divulgação de estatísticas e estudos do IBGE.
O Acre é dividido oficialmente em duas regiões geográficas intermediárias: a Região Geográfica Intermediária de Rio Branco e a Região Geográfica Intermediária de Cruzeiro do Sul. A primeira se divide em três regiões intermediárias: as de Rio Branco, Brasiléia e a de Sena Madureira. Já a segunda se divide em duas regiões imediatas: a de Cruzeiro do Sul e a de Tarauacá.
O Acre é formado pela união de vinte e dois municípios, desde a última alteração feita em 1992, através das lei estaduais n.º 1 025, 1 026, 1 027, 1 028, 1 029, 1 030, 1 032, 1 033, 1 034, que criaram dez novos municípios no estado (Acrelândia, Bujari, Capixaba, Epitaciolândia, Jordão, Marechal Thaumaturgo, Porto Acre, Porto Walter, Rodrigues Alves e Santa Rosa do Purus).

### Terras Indígenas
O Acre é formado por grande parte de áreas naturais protegidas como as Terras Indígenas (TI) e as Unidades de Conservação (UC). Existem no estado 35 terras indígenas reconhecidas pelo governo brasileiro que correspondente 14,56% do estado (mas apenas 24 são plenamente regularizadas), As TI na região são: Alto Rio Purus; Alto Tarauacá; Arara do Igarapé Humaitá; Arara do Rio Amônia; Cabeceira do Rio Acre; Campinas/Katukina; Igarapé Taboca do Alto Tarauacá; Igarapé do Caucho; Jaminawa Envira; Jaminawa Arara do Rio Bagé; Jaminawa do Guajara; Jaminawa do Igarapé Preto; Jaminawa do Rio Caeté; Kampa do Igarapé Primavera; Kampa e Isolados do Envira; Kampa do Rio Amônea; Katukina/Kaxinawá; Kaxinawá Ashaninka do Rio Breu; Kaxinawá Colônia Vinte e Sete; Kaxinawá da Praia do Carapanã; Kaxinawá do Baixo Rio Jordão; Kaxinawá do Rio Humaitá; Kaxinawá do Rio Jordão; Kaxinawá Nova Olinda; Kaxinawá do Seringal Curralinho; Kaxinawá Seringal Independência;  Kulina do Rio Envira; Kulina do Igarapé do Pau; Kuntanawa; Mamoadate; Manchineri do Seringal Guanabara; Nawa; Nukini; Poyanawa; Rio Gregório, e; Riozinho do Alto Envira.

## Economia

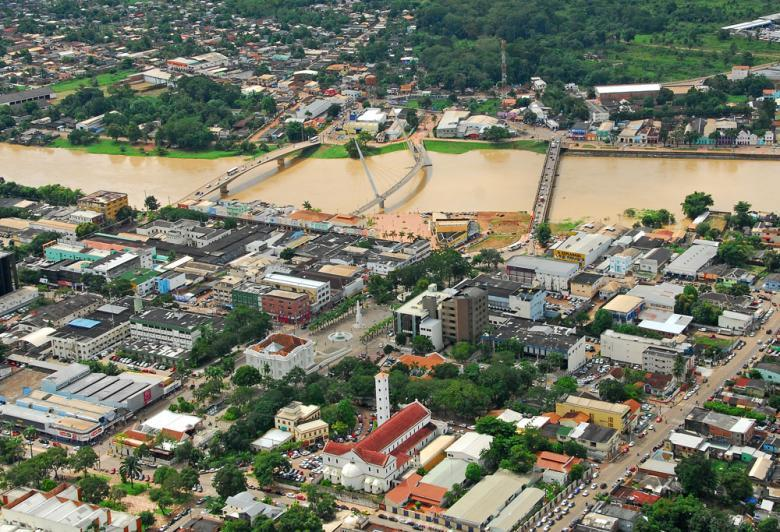
Rio Branco, centro político e financeiro do estado.

O Acre era um dos estados mais isolados do país, porém conseguiu se tornar oficialmente interligado ao resto da malha rodoviária do Brasil em maio de 2021, com a inauguração da Ponte do Abunã, construída sobre o Rio Madeira. A falta desta ligação limitava enormemente o desenvolvimento econômico do Estado. Contudo, com a conclusão da mesma, estabeleceu-se a conexão ininterrupta entre o extremo oeste da Região Norte à Região Sudeste do Brasil, através da BR-364.

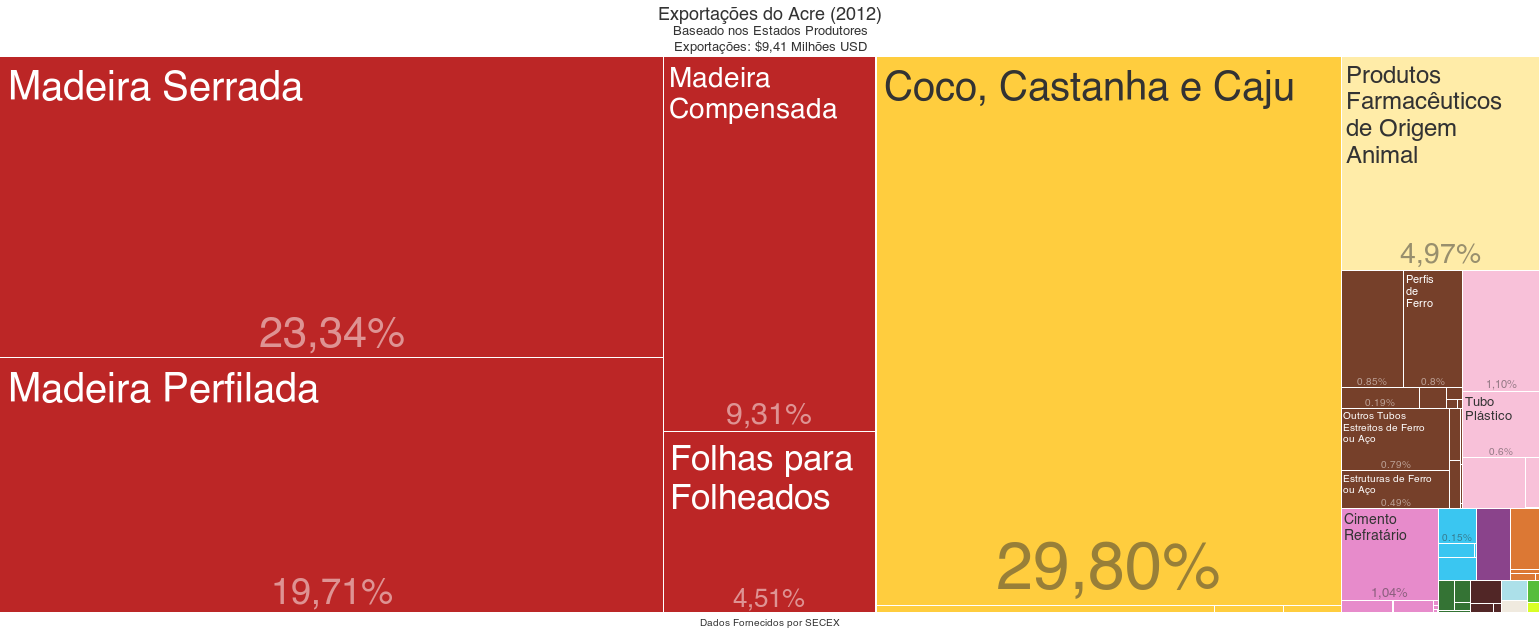
Exportações do Acre - (2012).

O Acre possui o 25.º maior Produto Interno Bruto (PIB) do país, baseado principalmente na exploração de recursos naturais e no setor primário. De acordo com dados do IBGE, relativos a 2014, o PIB acriano era de 13 459 000 bilhões, enquanto o PIB per capita era de 17 034 reais. Apesar de possuir uma das maiores taxas de aumento de economia (4,4% em 2014) e um PIB per capita tido como alto, este último é o segundo menor valor entre os estados de sua macrorregião, superando apenas o Pará. Além disto, a economia do estado é avaliada como a terceira pior entre todas as unidades federativas brasileiras e sua capital, Rio Branco, está na última posição entre as capitais estaduais no quesito PIB per capita.
A pauta de exportação do Acre é composta, principalmente, por coco, castanha e caju (29,80%), madeira serrada (23,34%), madeira perfilada (19,71%), madeira compensada (9,31%) e produtos farmacêuticos de origem animal (4,97%).

### Agricultura, pecuária e mineração

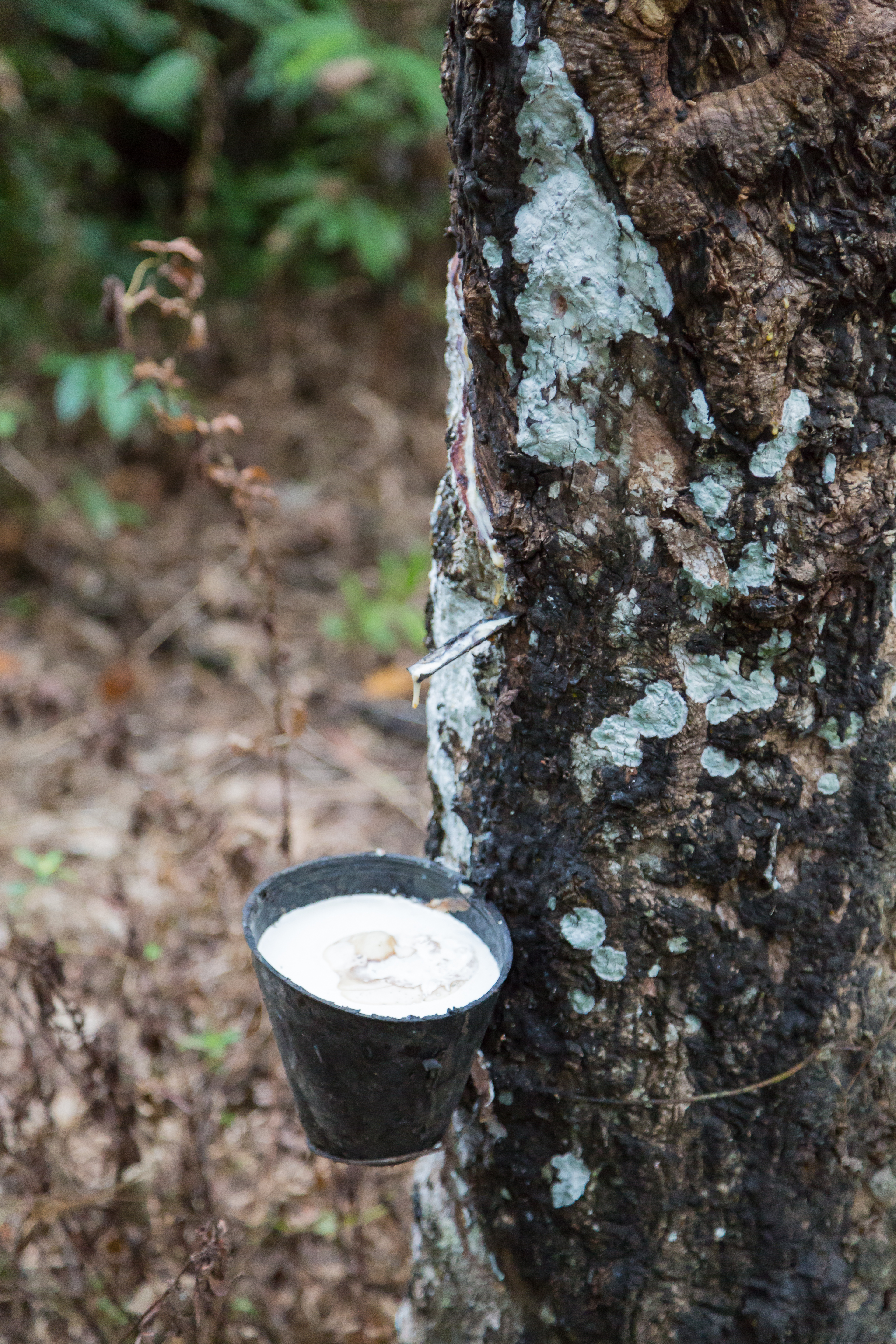
Extração de látex da seringueira.

Um dos principais produtores de borracha (Hevea brasiliensis) no país, o Acre apresentou em 2008 a produção de 845 t, representando pouco mais de um quarto do total nacional. Na região do Abunã, um seringueiro chega a produzir 1,5 t de borracha por safra. Os tipos produzidos são "caucho", "cernambi caucho", "cernambi rama" e "cernambi seringa". A coagulação ainda é feita pelo processo da defumação. A produtividade média é de dois quilos de látex por hévea. A coleta de Castanha-do-Brasil é também atividade importante, realizada, em geral, pelo seringueiro, como ocupação subsidiária, na época das chuvas. Sua safra não é regular. A produção acriana em 2009 foi de 20 t, representando 20% de toda a produção nacional, sendo a maior do Brasil. A madeira tem também importância econômica na região, sendo a produção de lenha em 2008 de 679 077 m³. O método de extração é rudimentar, sendo usadas serras manuais e, assim mesmo, só nos centros mais adiantados. A lavoura é, em geral, de subsistência, não tendo condições para se manter diante dos altos rendimentos da atividade extrativa. Os principais produtos agrícolas do Acre, em 2008, apresentaram os seguintes resultados: arroz (28 569 t), cana-de-açúcar (52 609 t), feijão (5 779 t), mandioca (730 434 t) e milho (61 088 t).
A pecuária começou a ser desenvolvida só a partir da década de 1970. O solo utilizado nos plantios desgasta-se pelas derrubadas e queimadas e passa a construir área de magra pastagem. Não há campos naturais e os que são abertos na mata, se ainda não esgotados pela lavoura, são facilmente invadidos pela capoeira. Em 2008, contava o Acre com 155 861 suínos, 2 425 687bovinos, 77 623 ovinos, 7 201 muares, 60 668 equinos e 15 433 caprinos. A pesca é praticada em pequena escala, sendo na maioria dos casos de subsistência. Em 2005, foram produzidas 3 510 t de pescado, a antepenúltima produção do país. A mineração é escassa e caracterizada pela garimpagem mais primitiva — feita através de bateias —, sendo desconhecidos dados estatísticos de sua produção.
Devido à implementação do agronegócio no estado, vem-se produzindo crescentes quantidades de exportações de carne bovina, suína e frango.

### Indústria

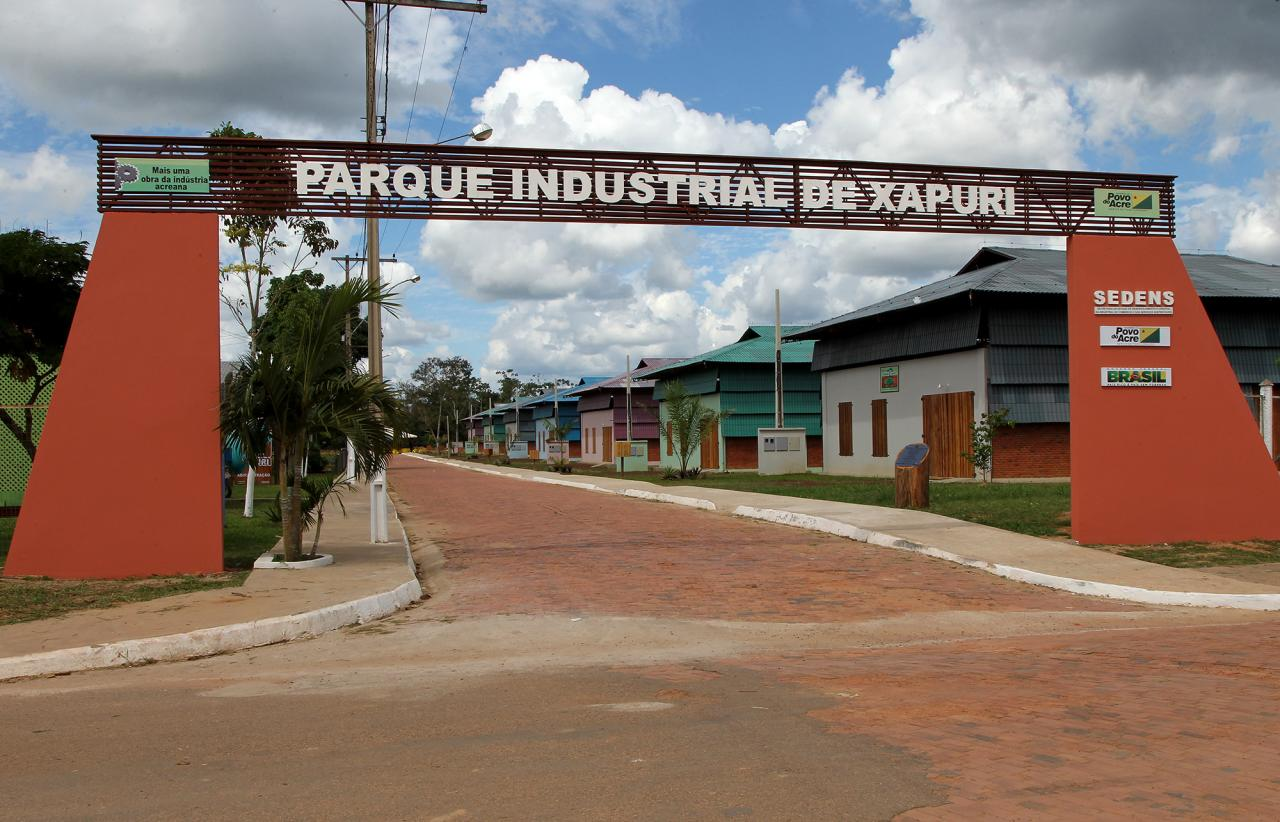
Parque industrial do município de Xapuri.

O Acre tinha em 2018 um PIB industrial de 1,1 bilhão de reais, equivalente a 0,1% da indústria nacional e empregando 13.025 trabalhadores na indústria. Os principais setores industriais são: Construção (47,6%), Serviços Industriais de Utilidade Pública, como Energia Elétrica e Água (24,6%), Alimentos (18,8%), Minerais não metálicos (2,0%) e Madeira (1,5%). Estes 5 setores concentram 94,5% da indústria do estado.
A indústria do estado, em 2009, ocupava 13 mil pessoas em 1416 estabelecimentos e unidades, que produziram bens no valor de R$ 773 milhões. A indústria ainda é de pouca escala no estado, sendo em grande parte de produtos alimentícios, como queijos, manteiga, refrigerantes e outros; e à transformação rudimentar de alguns produtos agrícolas, como a farinha de mandioca e o açúcar bangüê. O estado também possui indústrias na produção de barcos, carrocerias de caminhões, laminados e pisos de madeira, móveis, vidros temperados, preservativos (sendo a única do mundo a usar borracha natural proveniente de látex nativo), dentre outros produtos. Nas colônias mais importantes do Alto Juruá e do Alto Purus, ou mesmo em locais que possam atender em várias colônias, estão instalados "conjuntos mecânicos", pertencentes quase todos ao governo. Nos conjuntos mecânicos encontram-se máquinas para debulhar o milho, descorticar o arroz, ralar, prensar e cozer a mandioca, além de moendas e tochas para o fabrico de açúcar de cana. A potência instalada das usinas geradoras em 2004 é de 331 GWh, com um consumo mínimo de 405 GWh. Atualmente o estado possui 2 Distritos Industriais: 1 na capital Rio Branco e outro no município de Acrelândia.
No estado está sendo criada a chamada ZPE (Zona de Processamento para Exportação), um Distrito Industrial incentivado, onde as empresas localizadas operam com redução/suspensão de impostos e contribuições federais e liberdade cambial (podem manter no exterior 100% das divisas obtidas nas exportações), com a condição de destinarem pelo menos 80% de sua produção de bens e serviços ao mercado externo, pretendendo levar os produtos fabricados no Acre para os mercados da Bolívia, Peru e os países asiáticos, quando concluída a Estrada do Pacífico. A ZPE do Acre será localizada na BR-317, entre a capital Rio Branco e o município de Senador Guiomard.

### Comércio

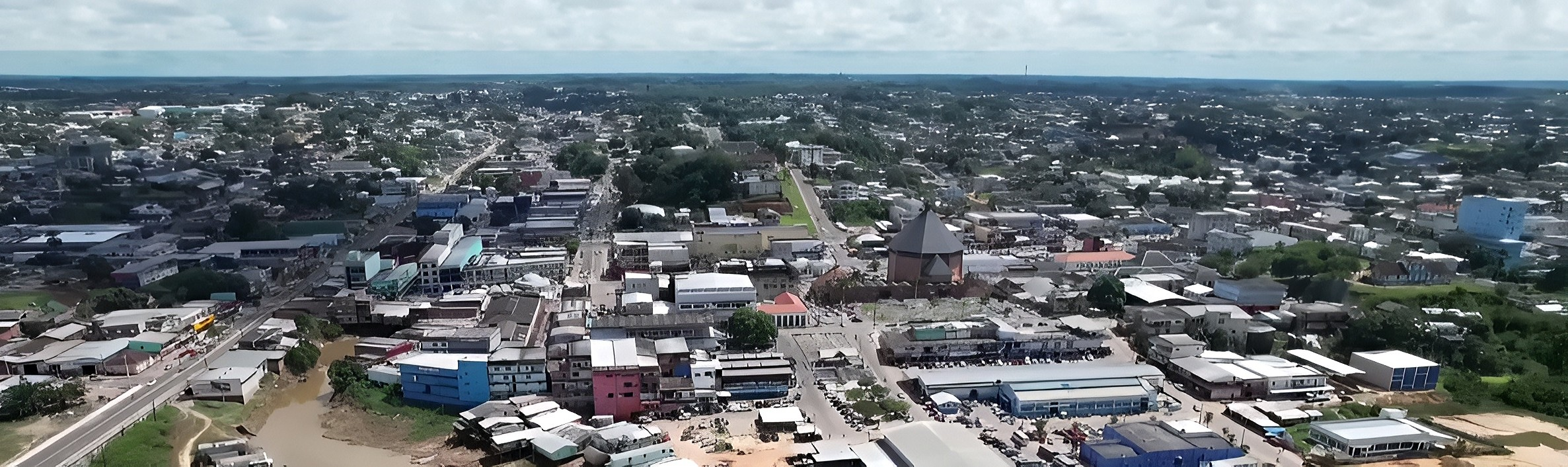
A cidade de Cruzeiro do Sul, serve como o centro econômico, administrativo e turístico mais importante do interior do Acre.

A quase totalidade do comércio do estado é feita por via fluvial e em pequena escala por via aérea. O Acre exporta quase tudo o que produz e importa praticamente tudo que consome. A pauta de exportação resume-se na madeira compensada e perfilada (49%), madeira serrada ou em folha (27%), frutas (21%) e outros (3%), convergindo na totalidade para os estados do Amazonas e Pará, de preferência para Belém, origem também da maioria de suas compras. O comércio com o limita-se a compra de gado em pé e gêneros alimentícios da Bolívia, frequentemente de caráter ilegal. Em março de 2010 o valor da exportação por cabotagem foi de US$ 15 727 499 e a importação de US$ 15 059 156.

## Infraestrutura

### Educação
| Ano        | Português          | Redação            |
| ---------- | ------------------ | ------------------ |
| 2006 Média | 31,05 (25.º) 36,90 | 47,97 (24.º) 52,08 |
| 2007 Média | 43,60 (25.º) 51,52 | 54,78 (17.º) 55,99 |
| 2008 Média | 35,15 (25.º) 41,69 | 57,62 (17.º) 59,35 |

O ensino fundamental contava em 2020 com 1 344 escolas, com o corpo docente de 6 370 professores e 156 679 alunos matriculados. Contava o ensino médio com 247 escolas, 2 035 professores e 39 287 matrículas. O ensino infantil calculava 508 pré-escolas, 1 964 professores e 38 629 alunos.
O Acre é um dos 13 estados com maior taxa de analfabetismo no Brasil, com uma porcentagem de analfabetos atingindo os 12,1%.
As principais universidades do Acre são: Instituto Federal do Acre, Universidade Federal do Acre (públicas), União Educacional do Norte e Instituição de Ensino Superior do Acre (particulares).

### Saúde
Em 2005, havia no estado 337 estabelecimentos hospitalares, sendo 282 públicos e 55 particulares, com um total de 1 561 leitos. Dos 337 hospitais, 227 eram de finalidade geral e 221 eram especializados. Dos 7 municípios existentes em 1970, apenas Rio Branco possuía abastecimento de água encanada, embora não possuísse serviço de esgoto, o que impede o controle de disenteria amebiana endêmica. Em 2005, o estado possuía 48% de acesso à água 44,3% de acesso à rede de esgoto. Em 2006, a mortalidade infantil era de 20,7 por 1 000 nascidos vivos, sendo a malária a principal causa de morte. Povoações distantes entre si por dia de caminhada na floresta, e que por vezes, no período das chuvas, ficam completamente isoladas, dificultam a irradiação da saúde pública.
Uma pesquisa promovida pelo IBGE em 2008 revelou que 73,4% da população do estado avalia sua saúde como boa ou muito boa; 61% da população realiza consulta médica periodicamente; 35,6% dos habitantes consultam o dentista regularmente e 5,8% da população esteve internado em leito hospitalar nos últimos doze meses. Ainda conforme dados da pesquisa, 24,2% dos habitantes declararam ter alguma doença crônica e apenas 12,6% possuíam plano de saúde. Menos da metade dos domicílios particulares no estado são cadastrados no programa Unidade de Saúde da Família: 46,7%.
Na questão da saúde feminina, 27% das mulheres com mais de 40 anos fizeram exame clínico das mamas nos últimos doze meses; 30,4% das mulheres entre 50 e 69 anos fizeram exame de mamografia nos últimos dois anos; e 77,7% das mulheres entre 25 e 59 anos fizeram exame preventivo para câncer do colo do útero nos últimos três anos.
A capital, Rio Branco, por ter uma melhor estrutura, é referência para toda a região, incluindo estados e países vizinhos.

### Segurança pública

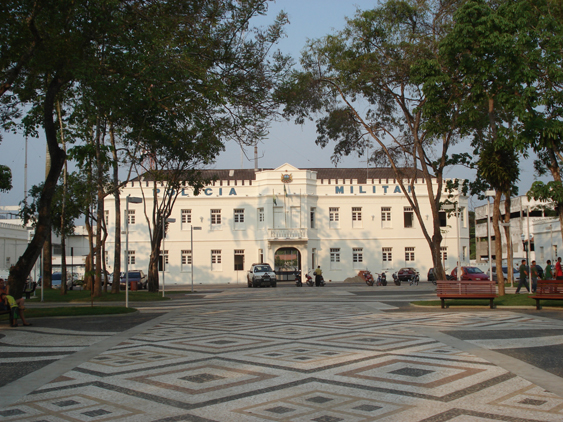
Quartel da Polícia Militar do Estado do Acre, em Rio Branco.

Segundo o Exército Brasileiro, o Acre integra o Comando Militar da Amazônia, que tem sede em Manaus, destacando os pelotões de fronteira.De acordo com a Força Aérea Brasileira, o estado integra o VII Comando Aéreo Regional (VII COMAR), também sediado em Manaus, se destacando o Destacamento de Controle de Espaço Aéreo de Rio Branco (DTCEA-RB) e o Destacamento de Controle de Espaço Aéreo de Cruzeiro do Sul (DTCEA-CZ), ambos pertencentes ao Centro Integrado de Defesa Aérea e Controle de Tráfego Aéreo IV (CINDACTA IV), o estado não possui uma Base Aérea.[carece de fontes?] Em 27 de novembro de 2012, mediante a Portaria nº 577 da Marinha do Brasil, foi instalada a Agência Fluvial de Cruzeiro do Sul, primeira Organização Militar da Marinha Brasileira no estado.
A Polícia Militar do Estado do Acre (PMAC) tem por função primordial o policiamento ostensivo e a preservação da ordem pública no Estado do Acre. Para fins de organização é uma Força Auxiliar e Reserva do Exército Brasileiro, assim como suas coirmãs e integra o Sistema de Segurança Pública e Defesa Social brasileiro e está subordinada ao Governo do Estado do Acre. Seus integrantes são denominados militares estaduais (artigo 42 da CRFB), assim como os membros do Corpo de Bombeiros Militar do Estado do Acre. A Polícia Civil do Estado do Acre, é uma das polícias do estado do Acre, Brasil, órgão do sistema de segurança pública ao qual compete, nos termos do artigo 144, § 4.º, da Constituição Federal e ressalvada competência específica da União, as funções de polícia judiciária e de apuração das infrações penais, exceto as de natureza militar. A mais importante instituição penitenciária é a Colônia Penal e Agrícola Evaristo de Morais, em Rio Branco.
O Corpo de Bombeiros Militar do Estado do Acre (CBMAC) é uma Corporação cuja principal missão consiste na execução de atividades de Defesa Civil, Prevenção e Combate a Incêndios, Buscas, Salvamentos e Socorros Públicos no âmbito do estado do Acre. Ele é Força Auxiliar e Reserva do Exército Brasileiro, e integra o Sistema de Segurança Pública e Defesa Social do Brasil. Seus integrantes são denominados Militares dos Estados pela Constituição Federal de 1988, assim como os membros da Polícia Militar do Estado do Acre.

### Transportes
As principais rodovias do Acre são:

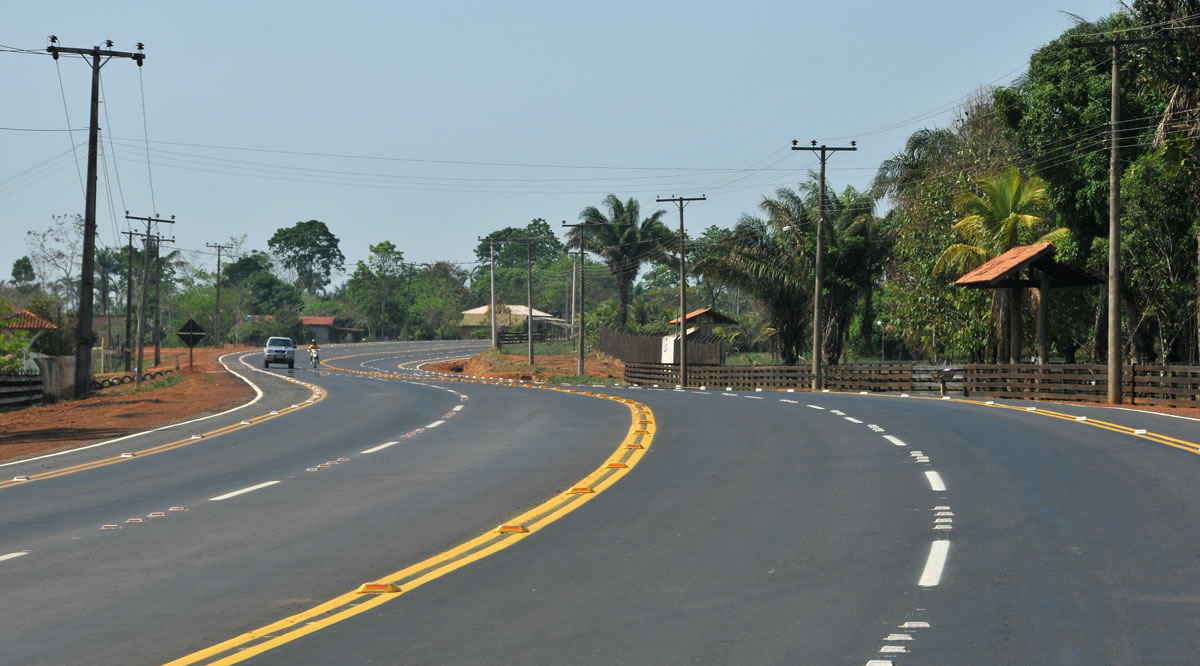
Trecho da rodovia estadual AC-040.

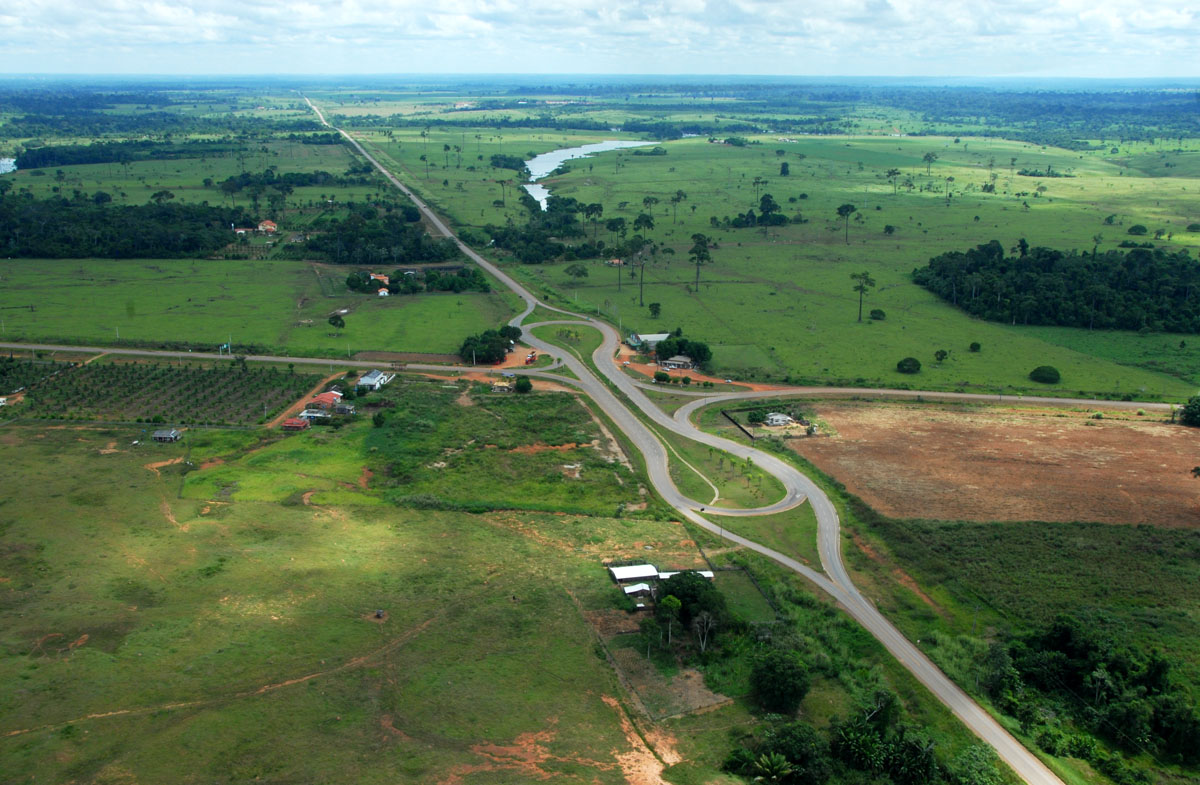
Cruzamento das rodovias BR-364 e BR-317, em Senador Guiomard, na Região Metropolitana de Rio Branco.

- BR-364 - Juntamente com a BR-317 é a principal rodovia do Acre. A leste liga Rio Branco à Região Sudeste do Brasil. A oeste corta todo o estado, ligando a capital do estado a Cruzeiro do Sul, segunda principal cidade do estado, passando pelos municípios de Bujari, Sena Madureira, Manoel Urbano, Feijó, Tarauacá e Rodrigues Alves.
- BR-317 (Estrada do Pacífico) - Iniciando em Boca do Acre, no Amazonas, tem uma extensão de 330 km, passando por Rio Branco - ligando a mesma ao sul do estado - e pelos municípios de Senador Guiomard, Capixaba, Brasileia, na fronteira com a República da Bolívia, a partir de Brasileia a estrada continua por mais 110 km até chegar na cidade de Assis Brasil, já na tríplice fronteira com o Peru e Bolívia. A rodovia é um importante eixo de exportação do Brasil, pois a mesma liga à Cuzco e aos dois principais portos do país vizinho.[151]
- AC-040 - Possui extensão de 100 km, liga Rio Branco até a cidade de Plácido de Castro também fazendo fronteira com a Bolívia.
- AC-401 - Também chamada de estrada do agricultor, com extensão de 50 km, liga a cidade de Plácido de Castro à cidade de Acrelândia, já próxima da BR-364.
- AC-010 - Tem extensão de 55 km, Ligando Rio Branco até a cidade histórica de Porto Acre, já na divisa com o Amazonas.

O estado com o que o Acre possui mais rodovias interestaduais é o Amazonas, havendo, pelo menos, 3 pontos de divisas;
- Rio Branco — Boca do Acre
- Feijó — Envira
- Cruzeiro do Sul — Guajará

O estado também conta com diversos aeroportos, nacionais e internacionais.

### Comunicações
Os principais jornais do estado são os diários A Gazeta, O Rio Branco, A Tribuna, Jornal Opinião, Jornal Página 20 e o semanal O Estado. Entre as principais estações de televisão do estado se destacam a TV Rio Branco, a Rede Amazônica, a TV5 e a TV Gazeta, e entre as rádios se destacam a Gazeta FM, a Rádio CBN e a Rádio Cidade FM.

## Cultura
Apesar de ser o único estado que brigou para ser brasileiro (Revolução Acreana), a cultura do Acre é parecida com a dos outros Estados da Região Norte do Brasil, porém há um alto consumo de cultura nordestina. Em Rio Branco encontra-se uma comunidade religiosa chamada Alto Santo (Centro de Iluminação Cristã Universal) que pratica o Ritual do Santo Daime, típico do Acre, de origem indígena, que usa o Daime, um chá natural feito com folhas e cipó, usado pelos índios como forma de aproximação a Deus. Todos tomam o chá, inclusive as crianças e os idosos. Os integrantes usam fardas e cantam o hinário.
O Acre já foi retratado como cenário histórico, documentado no cinema e na televisão, como exemplos; Paralelo 10, O Acre Existe e Noites Alienígenas. E também na minissérie Amazônia, de Galvez a Chico Mendes (2007), interpretado por um numeroso elenco de atores consagrados da mesma autora das telenovelas América (2005) e Caminho das Índias (2009), a acreana Glória Perez.
No artesanato os artigos são confeccionados com materiais extraídos da floresta amazônica. Do seringal surgiu a figura do seringueiro, que colaborou em momentos importantes da história brasileira para o desenvolvimento do país, trabalhando duro na extração do látex na floresta amazônica. Da floresta também surgiu Chico Mendes, que hoje é considerado referência internacional na luta em defesa da Amazônia; Chico Mendes foi assassinado em 22 de dezembro de 1988 e ganhou um prêmio único da ONU, o Prêmio Global 500 Anos, por defender e proteger a floresta amazônica. O prato mais conhecido e consumido pelos acreanos chama-se Baixaria. A comida típica utiliza o pato, tucupi, farinha de mandioca e o pirarucu, além da enorme variedade de frutas amazônicas que herdou dos índios, e o bobó de camarão, vatapá e carne de sol com macaxeira, trazido do Nordeste brasileiro logo quando iniciou a extração do látex, já que muitos nordestinos migraram para o Acre tentando uma melhor qualidade de vida.
Alguns cantores e artistas do Acre: Sergio Souto, Sansão Campos Pereira, Tião Natureza e João Donato.